# Plaça Ba Đình
La Plaça Ba Đình és el nom d'una plaça a Hanoi on el president Ho Chi Minh va llegir la Proclamació d'Independència de la República Socialista del Vietnam el 2 de setembre de 1945. Té el nom de l'aixecament de Ba Đình, una rebel·lió antifrancesa que es va produir al Vietnam entre 1886 i 1887 com a part del moviment Cần Vương. Quan va morir Ho Chi Minh, es va construir ací el mausoleu de granit Ho Chi Minh per mostrar el seu cos embalsamat. Segueix sent un lloc important de turisme i pelegrinatge.

La plaça Ba Dinh es troba al centre del districte de Ba Đình, amb diversos edificis importants al seu voltant, inclosos el Palau del President, el Ministeri d'Afers Exteriors, el Ministeri de Planificació i Inversions i l'edifici de l'Assemblea Nacional.